# Църковна археология
Християнската археология е направление в археологията, което изследва християнската култура и изкуство в общия контекст на късноантичната култура – топография, обществена и сакрална архитектура, и всички аспекти на късноантичното приложно изкуство.

## Наименование и сродни направления
В университетите и научните археологически институти в Италия, Германия, Австрия, Полша, Хърватия и Гърция са известни същите направления. На други езици специалността е обозначена по-коректно като Християнска археология – Christliche Archäologie, Archeologia cristiana, Χριστιανική αρχαιολογία και τέχνη, Archéologie chrétiens. Тя съответства на дисциплините „Археология на Късната античност“ и "Средновековна археология".
Дисциплината „Библейската археология“ като хронология и предмет не съвпада с Църковната (Християнска) археология и е извън обхвата и изследването паметниците и културата на Късната античност и Ранното средновековие.

## История на дисциплината
Църковната археология възниква в контекста на Контрареформацията в Рим през ХVI в. През 1578 г. откриването на фрески в един късноантичен некропол в Рим – катакомбата на Via Anapo, става повод за представянето им като дългоочаквано свидетелство за примата на Римокатолическата църква и нейния неподправен през вековете култ към мъчениците, който реформаторите отричат. Този апологетичен характер на дисциплината вече е отживелица; още от средата на ХIХ в. тя влиза в учебните програми на европейските университети.
Църковната археология е практическо помощно направление, научно и терминологично наложено в контекста на археологическата и историческите науки, и обхваща периода на Късната античност, а на Балканите и през Средновековието. Интердисциплинарният подход дава възможност да се изяснят компетентно въпроси за влиянието на езическите религии върху материалната култура на ранното християнство, особено върху късноантичната живопис, скулптура (раннохристиянска скулптура) и приложното изкуство, както и въпроси от сферата на културната антропология. Всичко това обвързва направлението с един по-широк дискурс.

## Църковна археология
В България църковната археология е въведена през 1923 г. в Софийския университет „Св. Климент Охридски“. Първоначално (1923 – 1957) тя се преподава от акад. протопрезвитер Иван Гошев в контекста на литургиката, по интерпретационния модел на римоцентристката литургическа школа. Впоследствие при Васил Пандурски се отдава изцяло приоритет на средновековното византийско изкуство и медиевистиката. През 2004 – 2016 г. църковната археология се преподава (Е. Иванов) в контекста на археологически дисциплини по модела на Немския археологически инстититут и Археологическия семинар с фототека Марбург.

### Представители
- Акад. протопрезвитер Иван Гошев, директор НЦИАМ
- Акад. Кръстьо Миятев, директор НАИМ БАН
- Васил Пандурски, директор НЦИАМ
- Иван Рашков, директор НЦИАМ
- Емил Иванов, директор Методиев център Елванген